# Kanton Edenkoben
Der Kanton Edenkoben (französisch Canton de Edenkoben) war eine von zehn Verwaltungseinheiten, in die sich das Arrondissement Speyer (französisch Arrondissement de Spire) im Departement Donnersberg (französisch Département du Mont-Tonnerre) gliederte. Der Kanton war in den Jahren 1798 bis 1814 Teil der Ersten Französischen Republik (1798–1804) und des Ersten Französischen Kaiserreichs (1804–1814). Hauptort (chef-lieu) war Edenkoben.
Nachdem die Pfalz 1816 zum Königreich Bayern gekommen war, wurden die Kantone, teilweise mit geändertem Gebietsstand, zunächst beibehalten und waren Teile der Verwaltungsstruktur bis 1852.
Das Verwaltungsgebiet des Kantons Edenkoben lag annähernd vollständig im heutigen Landkreis Südliche Weinstraße in Rheinland-Pfalz, die Gemeinde Mörlheim ist heute ein Stadtteil der kreisfreien Stadt Landau.

## Gemeinden und Mairies
Nach amtlichen Tabellen aus den Jahren 1798 und 1811 gehörten zum Kanton Edenkoben folgende Gemeinden, die verwaltungsmäßig Mairies zugeteilt waren (Ortsnamen in der damaligen Schreibweise); die Einwohnerzahlen (Spalte „EW 1815“) sind einer Statistik von 1815 entnommen; die Spalte „vor 1792 zugehörig“ nennt die landesherrliche Zugehörigkeit vor der französischen Inbesitznahme.
| Gemeinde                   | Mairie                        | EW 1815 | vor 1792 zugehörig   | Anmerkungen                                                   |
| -------------------------- | ----------------------------- | ------- | -------------------- | ------------------------------------------------------------- |
| Böbingen                   | Böbingen, später Freimersheim | 455     | Kurpfalz             |                                                               |
| Böchingen                  | Böchingen                     | 670     | Kurpfalz             |                                                               |
| Bornheim                   | Bornheim                      | 460     | Kurpfalz             | 1817 zum Kanton Landau                                        |
| Burrweiler                 | Burrweiler                    | 880     | Graf von der Leyen   |                                                               |
| Edenkoben                  | Edenkoben                     | 3.560   | Kurpfalz             |                                                               |
| Edesheim                   | Edesheim                      | 1.750   | Hochstift Speyer     |                                                               |
| Flömmlingen                | Burrweiler                    | 362     | Graf von der Leyen   | heute Flemlingen                                              |
| Franckweiler               | Gleisweiler                   | 742     | Kurpfalz             | 1817 zum Kanton Landau; heute Frankweiler                     |
| Freimersheim               | Böbingen, später Freimersheim | 505     | Hochstift Speyer     | heute Freimersheim (Pfalz)                                    |
| Gleisweiler                | Gleisweiler                   | 613     | Kurpfalz             |                                                               |
| Großfischlingen            | Großfischlingen               | 386     | Hochstift Speyer     |                                                               |
| Heimfelden                 | Weyer                         | 690     | Hochstift Speyer     | heute Hainfeld                                                |
| Insheim                    | Insheim                       | ?       | Kurpfalz             | 1817 zum Kanton Landau                                        |
| Kirrweiler                 | Kirrweiler                    | 1.310   | Hochstift Speyer     | heute Kirrweiler (Pfalz)                                      |
| Kleinfischlingen           | Großfischlingen               | 314     | Kurpfalz             |                                                               |
| Knöringen                  | Böchingen                     | 377     | Kurpfalz             |                                                               |
| Maykammer mit Alsterweiler | Maykammer                     | 1.780   | Hochstift Speyer     | heute Maikammer                                               |
| Merlenheim                 | Merlenheim                    | ?       | Kurpfalz             | 1817 zum Kanton Landau; seit 1937 Landauer Stadtteil Mörlheim |
| Offenbach                  | Merlenheim                    | 1.394   | Kurpfalz             | 1817 zum Kanton Landau; heute Offenbach an der Queich         |
| Roschbach                  | Burrweiler                    | 420     | Kurpfalz             |                                                               |
| Rhodt                      | Rhodt                         | 1.398   | Markgrafschaft Baden | heute Rhodt unter Rietburg                                    |
| St. Martin                 | St. Martin                    | 1.400   | Hochstift Speyer     |                                                               |
| Venningen                  | Venningen                     | 980     | Hochstift Speyer     |                                                               |
| Walsheim                   | Böchingen                     | 508     | Kurpfalz             | 1817 zum Kanton Landau                                        |
| Weyer                      | Weyer                         | 630     | Hochstift Speyer     | heute Weyher in der Pfalz                                     |

## Geschichte
Vor der Annexion des Linken Rheinufers in den französischen Revolutionskriegen (1794) gehörten die Ortschaften im 1798 eingerichteten Verwaltungsbezirk des Kantons Edenkoben zu vier verschiedenen Territorien: zur Kurpfalz, zum Hochstift Speyer, zwei Orte gehörten den Grafen von der Leyen und einer zur Markgrafschaft Baden.
Von der französischen Direktorialregierung wurde 1798 die Verwaltung des Linken Rheinufers nach französischem Vorbild reorganisiert und damit u. a. eine Einteilung in Kantone übernommen. Die Kantone waren zugleich Friedensgerichtsbezirke. Der Kanton Edenkoben gehörte zum Arrondissement Speyer im Departement Donnersberg. Der Kanton gliederte sich in 25 Gemeinden, die von 16 Mairies verwaltet wurden.
Nachdem im Januar 1814 die Alliierten das Linke Rheinufer wieder in Besitz gebracht hatten, wurde im Februar 1814 das Département Donnersberg und damit auch der Kanton Edenkoben Teil des provisorischen Generalgouvernements Mittelrhein. Nach dem Pariser Frieden vom Mai 1814 wurde dieses Generalgouvernement im Juni 1814 aufgeteilt, das Département Donnersberg wurde der neu gebildeten Gemeinschaftlichen Landes-Administrations-Kommission zugeordnet, die unter der Verwaltung von Österreich und Bayern stand.
Die vorher zum Departement Niederrhein gehörenden Gemeinden Altdorf, Essingen, Dammheim und Nußdorf waren Teil des im Ersten Pariser Frieden (Mai 1814) von Frankreich abgetretenen Gebiets nördlich des Queichs und wurden zunächst im September 1814 dem Kanton Edenkoben zugewiesen. Mit Ausnahme von Altdorf wurde dieses Gebiet später wieder an den Kanton Landau zurückgegeben.

## Bayerischer Kanton Edenkoben
Aufgrund der auf dem Wiener Kongress getroffenen Vereinbarungen kam das Gebiet im Juni 1815 zu Österreich. Bereits 1814 wurden die Gemeinden Altdorf und Essingen aus dem Kanton Landau (Departement Niederrhein) in den Kanton Edenkoben eingegliedert. Im Ersten Pariser Frieden (Mai 1814) war das nördlich der Queich liegende Gebiet des Departements Niederrhein an Österreich gefallen.
Die gemeinschaftliche österreichisch-bayerische Verwaltung wurde vorerst beibehalten. Am 14. April 1816 wurde zwischen Österreich und Bayern ein Staatsvertrag geschlossen, in dem ein Austausch verschiedener Staatsgebiete vereinbart wurde. Hierbei wurden die linksrheinischen österreichischen Gebiete zum 1. Mai 1816 an das Königreich Bayern abgetreten.
Der bayerische Kanton Edenkoben gehörte im neu geschaffenen Rheinkreis zunächst zur Kreisdirektion Landau. Nach der Untergliederung des Rheinkreises in Landkommissariate (1818) gehörte der Kanton Edenkoben zum Landkommissariat Landau. Im Jahr 1817 erfolgte eine Neugliederung der Kantone im Bezirk Landau. Die Gemeinden Bornheim, Essingen, Frankweiler, Insheim, Mörlheim, Offenbach und Walsheim wechselten vom Kanton Edenkoben zum Kanton Landau; dagegen wurde vom Kanton Landau die Gemeinde Gommersheim und vom Kanton Neustadt die Gemeinde Diedesfeld in den Kanton Edenkoben eingegliedert.
Zum bayerischen Kanton Edenkoben gehörten nach 1817 insgesamt 22 Gemeinden:
| - Altdorf - Böbingen - Böchingen - Burrweiler - Diedesfeld - Edenkoben - Edesheim - Flemlingen | - Freimersheim - Gleisweiler - Gommersheim - Großfischlingen - Hainfeld - Kirrweiler - Kleinfischlingen - Knöringen | - Maikammer - Rhodt - Roschbach - Sankt Martin - Venningen - Weyher |

In einer 1836 erstellten Statistik wurden im Kanton Edenkoben 25.419 Einwohner gezählt, davon waren 15.675 Katholiken, 8.915 Protestanten, 11 Mennoniten und 819 Juden.
Im Jahr 1852 wurde der Kanton Edenkoben, so wie alle Kantone in der Pfalz, in eine Distriktsgemeinde umgewandelt.